# RS Ophiuchi
RS Ophiuchi è una stella binaria, posta nella costellazione dell'Ofiuco a nord-est di ν Ophiuchi in direzione di M14, dotata di peculiari caratteristiche. Il sistema è infatti una variabile cataclismica di tipo nova ricorrente. Le due componenti del sistema sono una stella gigante rossa ed una nana bianca. L'orbita della seconda è all'interno dell'atmosfera rarefatta della prima. Attraverso un disco di accrezione il materiale della gigante rossa si accumula sulla nana bianca fino al raggiungimento di una massa critica, che innesca una reazione termonucleare con conseguente esplosione della nova, con la quale viene espulso verso lo spazio lo strato esterno. La variabilità rende difficile una stima accurata della distanza del sistema. Nel 2024 è stato scoperto un super resto di nova attorno a RS Ophiuchi.

## Fenomenologia
Sotto l'azione dell'elevatissimo campo gravitazionale della nana bianca, masse di gas della stella compagna che hanno raggiunto il lobo di Roche vanno ad alimentare il disco d'accrescimento in orbita attorno alla nana bianca; al raggiungimento di una massa critica, cadono sulla sua superficie dove l'impatto con la superficie stellare provoca l'istantanea trasformazione dell'energia cinetica del gas in calore così intenso da innescare termicamente la fusione nucleare dell'idrogeno (runaway thermonuclear reaction in inglese), evento che dà origine al fenomeno della nova; risultato dell'esplosione termonucleare è un aumento di luminosità su tutto lo spettro elettromagnetico e l'espulsione di materia a velocità che raggiungono ~ 10.000 km/s. L'esplosione termonucleare provoca l'espulsione dalla nana bianca di circa 1/10.000.000 masse solari. Una questione non ancora risolta definitivamente è se le nove ricorrenti siano i progenitori delle supernova di tipo Ia.
Le esplosioni si ripresentano con una periodicità che oscilla tra i dieci e i venti anni. Al loro manifestarsi il sistema può raggiungere una magnitudine pari a 5 rimanendo visibile ad occhio nudo per qualche giorno.

## Cronologia delle esplosioni
La seguente cronologia è sicuramente incompleta in quanto il Sole transita ogni anno nei pressi RS Ophiuchi pertanto una parte delle esplosioni per ragioni statistiche avviene durante il periodo nel quale la nova non è visibile, in questi casi è possibile dedurre l'avvenuta esplosione solo osservando la parte finale della discesa della luminosità dal picco alla situazione di quiete, in futuro le osservazioni tramite satelliti permetteranno di osservare
tutte le esplosioni.

### 1898
L'esplosione del giugno (?) 1898 non fu osservata direttamente. Nel 1904 Williamina Fleming, durante la revisione di alcune lastre fotografiche di Henry Draper, notò una possibile traccia di una nova che venne successivamente confermata da ulteriori analisi svolte da Edward Pickering e Annie Jump Cannon.

### 1907
L'esplosione del 1907 avvenne nei primi mesi dell'anno quando la stella era nel periodo di occultamento stagionale da parte del Sole. Il brillamento è ritenuto altamente probabile poiché alla prima osservazione dopo la stagione di occultamento il valore della magnitudo era inferiore a quello registrato nell'ultima osservazione precedente l'occultamento.

### 1933
Il 12 agosto 1933 è esplosa raggiungendo una magnitudine apparente 4,3: fu osservata per primo dal astrofilo bolognese Eppe Loreta che stava osservando Y Ophiuchi allorché notò a sud-ovest un oggetto brillare a circa 50 arcominuti. L'osservazione fu confermata pochi giorni dopo dall'astrofilo statunitense Leslie Copus Peltier.

### 1945
L'esplosione del 1945 avvenne anch'essa nella stagione di occultamento solare come quella del 1907. In questo caso però vi fu una più prolungata osservazione della coda del brillamento rendendone più sicura l'attribuzione.

### 1958
Il 13 luglio 1958 è esplosa raggiungendo la magnitudine fotografica 5,64: fu osservata per primo dall'astrofilo Cyrus Fernald a Longwood in Florida (USA).

### 1967
Il 27 ottobre 1967 è esplosa raggiungendo una magnitudine apparente 4,8: i primi ad osservarla furono Max Beyer ad Amburgo in Germania e Cyrus Fernald.

### 1985
Il 26 gennaio 1985 è esplosa raggiungendo la magnitudine apparente 5,4 fu osservata per primo da Warren Morrison a Peterborough in Ontario (Canada). Per la prima volta oltre che nel visibile fu studiata nell'infrarosso, nell'ultravioletto e in radioonde.

### 2006
Il 12 febbraio 2006 è esplosa raggiungendo la magnitudine apparente 4,5: fu osservata per primo dall'astrofilo giapponese Hiroaki Narumi. Fu studiata in varie lunghezze d'onda..

### 2021
L'8 agosto 2021 è esplosa raggiungendo la magnitudine apparente di 4,8. L'esplosione è stata scoperta dagli astrofili Alexandre Amorim, Eddy Muyllaert e Keith Geary.